# Мельников Валентин Дмитрович
Валентин Дмитрович Мельников (Мельник) (1890 — ?) — український радянський діяч, вчитель Краснопільської середньої школи Краснопільського району Сумської області. Депутат Верховної Ради УРСР 2-го скликання.

## Життєпис
Здобув педагогічну освіту. Працював вчителем на Сумщині.
З 1944 року — вчитель Краснопільської середньої школи Краснопільського району Сумської області.